# In God We Trust
In God We Trust (Em Deus Confiamos) é o lema nacional dos Estados Unidos e do estado da Flórida. Foi designado por um ato do Congresso em 1956, mas não suspendeu o outro lema, E Pluribus Unum.
A estrofe final da canção The Star-Spangled Banner, escrita em 1814 por Francis Scott Key (e mais tarde adotada como hino nacional dos EUA), contém uma das mais antigas referências a uma variação da frase: "...And this our motto be: "In God is our trust."" ("E que esse seja nosso lema: "Em Deus está nossa confiança."").
O lugar mais comum onde o lema é observado é no dinheiro dos Estados Unidos. A primeira moeda norte-americana a carregar o título foi a de dois centavos de 1864. Não apareceu em notas de papel até a década de 1950.

## Controvérsias

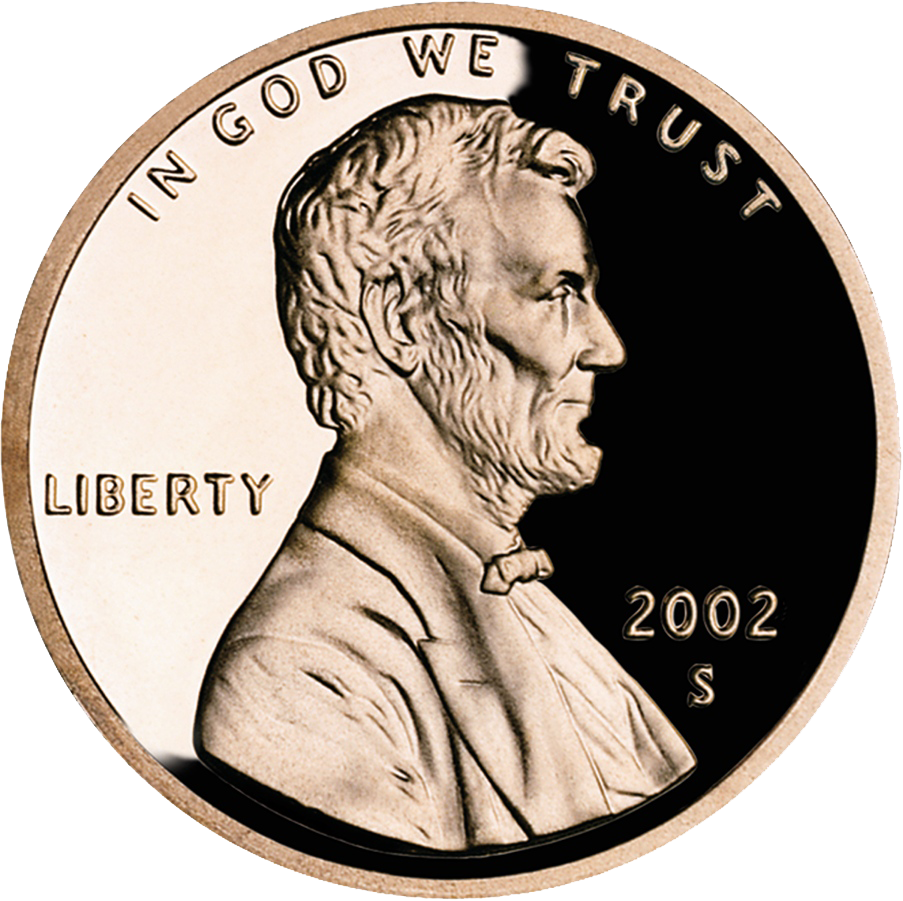
Frase na moeda de US$ 0,01.

Hoje, o lema é motivo de controvérsia. Um lado argumenta que é necessária uma "separação da igreja e do Estado", defendendo a remoção do lema de todo uso público, incluindo moedas e notas de papel. Argumenta-se que a liberdade religiosa inclui o direito de acreditar na não-existência de um Deus e que o uso deste lema infringe os direitos dos não-teístas. Argumenta-se ainda que qualquer envolvimento de Deus pelo governo é inconstitucional. Outros também alegam que este lema só foi adotado para fazer oposição à União Soviética, onde o ateísmo era predominante, mas esse argumento resvala na notoriedade da frase oriunda dos tempos dos patriarcas americanos.
Outro lado do argumento alega que a separação da igreja e do Estado significa que o Congresso não pode impor uma religião do Estado para a população, e que esta separação da igreja e do Estado é uma invenção legislativa não intencionada pelos fundadores do país. Eles argumentam que linguagem religiosa é usada nos documentos que fundaram os EUA, como a Declaração de Independência, apesar de os oponentes alegarem que a declaração é apenas um documento histórico, e não oficial, do governo estado-unidense. O lema, porém, representa parte da cultura americana, sendo tradicionalmente associado ao país, ainda que deposto seu caráter religioso. Além disso, há quem considere que a religiosidade cristã foi um dos elementos fundamentais para a criação do Estado Americano. Mas também há quem considere o contrário.
Theodore Roosevelt, ex-presidente dos EUA, era contra a inserção do lema nas moedas, não por causa da sua falta de fé em Deus, mas sim por pensar que a palavra Deus não devesse ser colocada em uma coisa tão comum como o dinheiro.
Embora as criticas contra o lema sejam frequentes, o governo americano não considera a possibilidade de removê-lo ou modificá-lo.

## Nicarágua
Desde 1912, "En Dios Confiamos" sua tradução em espanhol foi o lema gravado nas moedas de Córdoba da República da Nicarágua, até ser suprimido em 1980 na emissão da referida moeda nacional, durante o governo FSLN. 